# Moudjahidin indiens
Les Moudjahidin indiens (en hindi : इंडियन मुजाहिदीन, en ourdou : انڈین مجاہدین) est un groupe terroriste basé en Inde, fondé en 2008, qui a réalisé plusieurs attaques contre des civils en Inde.

## Origines
Certains analystes pensent que c'est une façade du Lashkar-e-Toiba pour créer des tensions entre les communautés musulmanes et indiennes en Inde.
D'autres analystes pensent que c'est un groupe secret du Students Islamic Movement of India (en),.
Le 4 juin 2010 il a été déclaré organisation terroriste par le gouvernement indien,,,.

## Attaques revendiquées par les Moudjahidin indiens
Les courriels envoyés par les Moudjahidin indiens revendiquent leur responsabilité pour les événements suivants :
Un courriel a été reçu 5 minutes avant la première explosion d'Ahmedabad. Un autre juste après la première explosion de bombes à Delhi. Le délai rend impossible le fait qu'un autre groupe ait envoyé ces deux courriers électroniques.
- Attentats de 2007 en Uttar Pradesh
- Attentats du 13 mai 2008 à Jaipur
- Attentats de 2008 à Bangalore
- Attentats de 2008 à Ahmedabad
- Attentats du 13 septembre 2008 à Delhi
- Attentats de 2010 à Pune
- Attaque de 2010 à la Jama Masjid de Delhi
- Attentats de 2010 à Varanasi
- Attentats du 13 juillet 2011 à Bombay[9],[10]
- Attentats de 2013 à Hyderabad[11],[12]